# Biografielijst Sl

## Sla

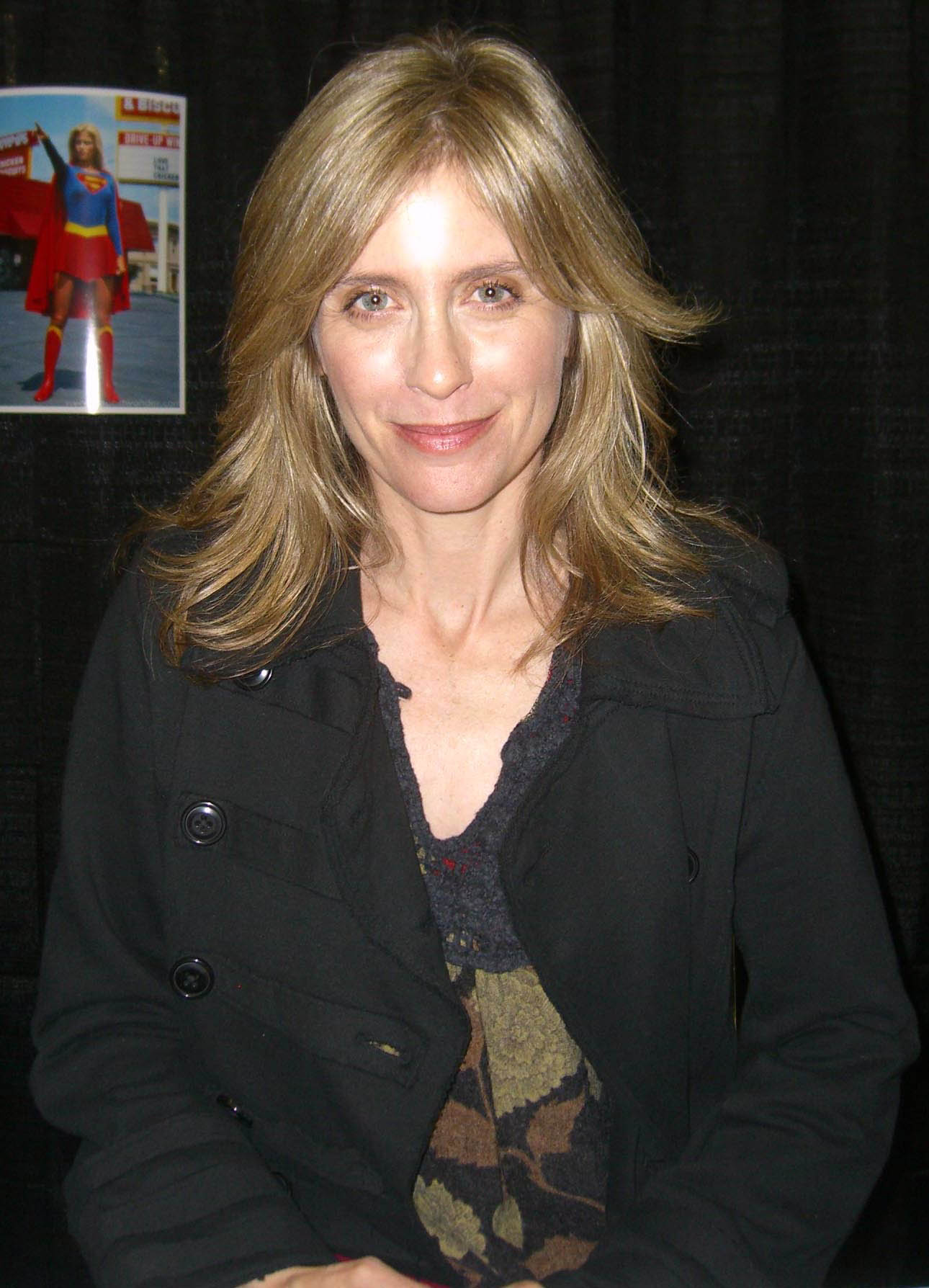
Helen Slater (2009)

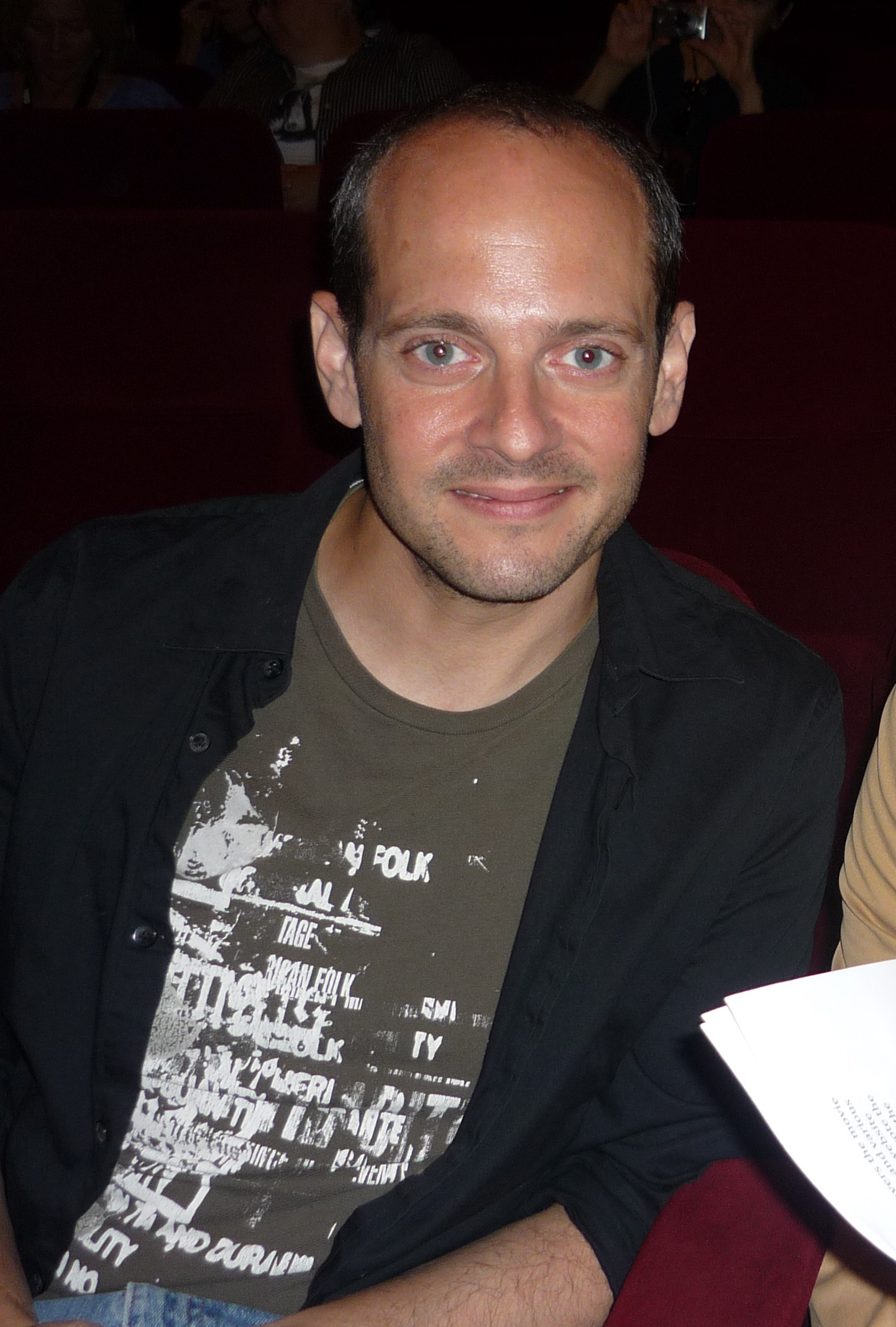
Jonathan Slavin

- Miranda Slabber (1980), Nederlands model en miss
- Willy Slabbers (1926), Belgisch atleet
- Elisabeth Sladen (1948-2011), Brits actrice
- Johan Slager (1946-2025), Nederlands gitarist
- Peter Slager (1969), Nederlands bassist en tekstschrijver
- Kristof Slagmulder (1979), Belgisch politicus
- Jan Slagter (1954), Nederlands omroepbestuurder en televisiepresentator
- Slash (1965), Amerikaans gitarist
- Freddie Slater (2008), Brits autocoureur
- Helen Slater (1963), Amerikaans actrice, zangeres en songwriter
- Luke Slater (1968), Brits technoproducer
- Kate Slatter (1971), Australisch roeister
- Tony Slattery (1959-2025), Brits acteur en komiek
- J. Slauerhoff (1898-1936), Nederlands dichter en romancier
- Jonathan Slavin (1969), Amerikaans acteur
- Sergej Slavnov (1982), Russisch kunstschaatser

## Sle
- Henk Slebos (1943-2025), Nederlands ingenieur en zakenman
- Percy Sledge (1941), Amerikaans soulzanger
- Carry Slee (1949), Nederlands (kinderboeken)schrijfster
- Domien Sleeckx (1818-1901), Belgisch schrijver, taalkundige, journalist en Vlaams activist
- Jef Sleeckx (1937), Belgisch socialistisch politicus
- Marc Sleen (1922-2016), Belgisch stripauteur
- Jacqueline Sleeswijk (1964), Nederlands scenarioschrijfster
- Margaretha van Sleeswijk-Holstein-Sonderburg (1583-1658), Deens/Duits hertogin
- René Sleeswijk jr. (1931-1998), Nederlands acteur, komiek en producent
- René Sleeswijk sr. (1907-1978), Nederlands theaterproducent
- Brenda Sleeuwenhoek (1970), Nederlands atlete
- Ad van Sleuwen (1950), Nederlands organist
- Bart Slegers (1964), Nederlands acteur
- Bercy Slegers (1976), Belgisch politica
- Geeraard Slegers (1926-2005), Belgisch syndicalist en politicus
- Liesbet Slegers (1975), Belgisch schrijfster en illustratrice
- Lieve Slegers (1965), Belgisch atlete
- Marlies Slegers (1965), Nederlands schrijfster
- Piet Slegers (1923-1916), Nederlands kunstenaar
- Renée Slegers (1989), Nederlands voetbalster
- Saskia Slegers (1962), Nederlands dj
- Thijs Slegers (1976-2023), Nederlands sportjournalist en persvoorlichter
- Toon Slegers (1929-2004), Nederlands beeldhouwer
- Johannes Sleidanus (1506-1556), Duits historicus, humanist en diplomaat
- Karel Šlenger (1903-1981), Tsjechisch schilder
- Jolanda Slenter (1965), Nederlands paralympisch sportster
- Joseph Slepian (1891-1969), Amerikaans elektrotechnicus
- Svetlana Sleptsova (1986), Russisch biatlete
- Jelena Slesarenko (1982), Russisch atlete
- Michal Šlesingr (1983), Tsjechisch biatleet
- Elke Sleurs (1968), Belgisch gynaecologe en politica
- Lode Sleurs (1918-1946), Belgisch politicus en collaborateur
- Marcel Sleurs (1925-1982), Belgisch politicus
- Hans Sleven (1936-2023), Nederlands voetballer
- Dylan Slevin (2002), Iers darter
- Paula Sleyp (1931), Belgisch actrice
- Victor Slezak (1957), Amerikaans acteur

## Sli
- Kimbo Slice (1972-2016), Bahamaans-Amerikaanse straatvechter, MMA-vechter en bokser
- Bernard Slicher van Bath (1910-2004), Nederlands geschiedkundige
- Earl Slick (1952), Amerikaans gitarist
- Aaron Slight (1966), Nieuw-Zeelands motorcoureur
- Ger Sligte (1914-1980), Nederlands illustrator, kunstschilder en boekbandontwerper
- Wim Slijkhuis (1923-2003), Nederlands atleet
- Natascha Slijpen (1973-2007), Nederlands schrijfster
- Johannis Evert van der Slikke (1922-1999), Nederlands Engelandvaarder
- Islam Slimani (1988), Algerijns voetballer
- Leïla Slimani (1981), Frans-Marokkaans journalist en schrijver
- Ad Slinger (1913-1984), Nederlands beeldhouwer
- Cees Slinger (1929-2007), Nederlands jazzpianist
- Gert Slings (1938), Nederlands letterkundige
- Hubert Slings (1967), Nederlands letterkundige
- Stefan Śliwa (1898-1964), Pools voetballer

## Slo

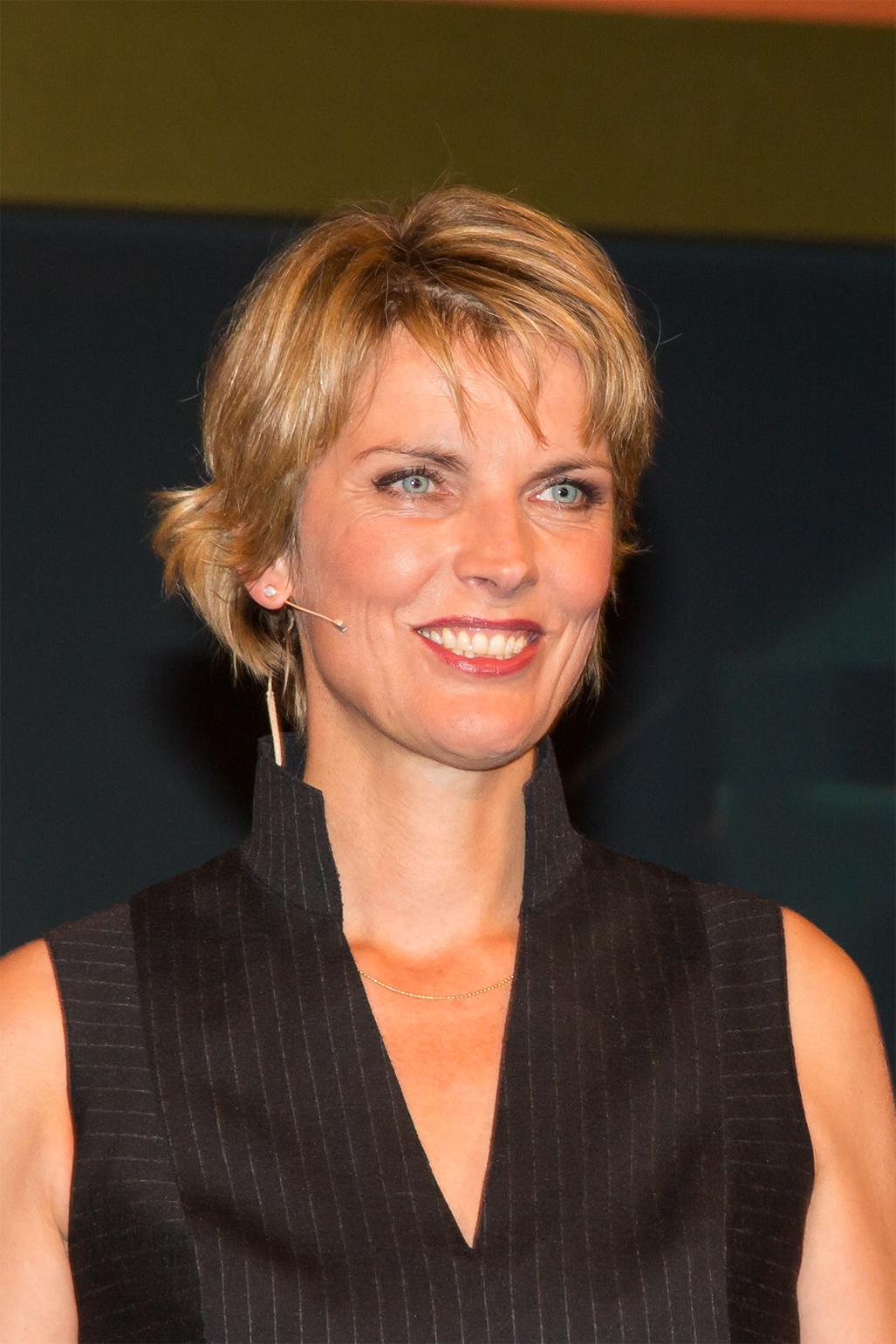
Marietta Slomka

- Tina Sloan (1943), Amerikaans actrice
- Arie Slob (1961), Nederlands leraar en politicus
- Roman Sloednov (1980), Russisch zwemmer
- Igor Sloejev (1999), Russisch snowboarder
- Boris Sloetski (1919-1986), Russisch schrijver en dichter
- Marietta Slomka (1969), Duits verslaggeefster en tv-presentatrice
- Frits Slomp (1898-1978), Nederlands predikant en verzetsstrijder (Frits de Zwerver)
- Antonius Maarten Slomšek (1800-1862), Sloveens zalige en emancipator
- Adriaan Joseph Sloot (1846-1911), Nederlands jurist
- Jan Sloot (1945?-1999), Nederlands uitvinder
- Franke Sloothaak (1958), Duits-Nederlands springruiter
- Jan van der Sloot (1911-1944), Nederlands politieman en verzetsstrijder
- Joran van der Sloot (1987), Nederlands moordenaar
- Marcel van der Sloot (1980), Nederlands voetballer
- Pieter van der Sloot (1961), Nederlands journalist en schrijver (Pieter Waterdrinker)
- Klaas Slootmans (1983), Belgisch politicus
- Andwelé Slory (1982), Surinaams-Nederlands voetballer
- Michaël Slory (1935-2018), Surinaams dichter
- Jan Slot (1795-1886), Nederlands koopman en burgemeester
- Jan Slot (1913-1994), Nederlands burgemeester
- Piet Jan Slot (1944), Nederlands jurist
- Theo Slot (1895-1949), Nederlands vliegtuigbouwer
- Rob Slotemaker (1929-1979), Nederlands auto- en rallycoureur
- Jan Rudolph Slotemaker de Bruine (1869-1941), Nederlands minister en Eerste en Tweede Kamerlid
- Ladislav Slovák (1919-1999), Slowaaks dirigent
- James Sloyan (1940), Amerikaans acteur

## Slu

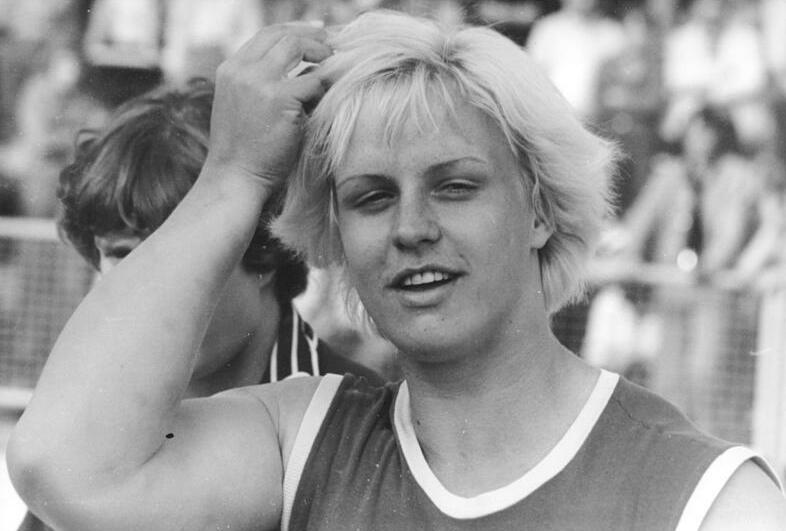
Ilona Slupianek

- Barthold Arnold van der Sluijs (1885-1945), Nederlands NSB-burgemeester
- Ben Sluijs (1967), Belgische jazzsaxofonist, fluitist en componist
- Jan Sluijters (1881-1957), Nederlands kunstschilder
- Lies Sluijters (1924-2010), Nederlands atlete
- Raemon Sluiter (1978), Nederlands tennisser
- George Sluizer (1932-2014), Nederlands filmregisseur en -producent
- Ilona Slupianek (1956), Duits atlete
- Claus Sluter (1350-1406), Nederlands beeldhouwer
- Jacques Sluysmans (1975), Nederlands jurist
- Monique Sluyter (1967), Nederlands model en presentatrice

## Sly
- Tony Sly (1970-2012), Amerikaans muzikant